# Eyefinity

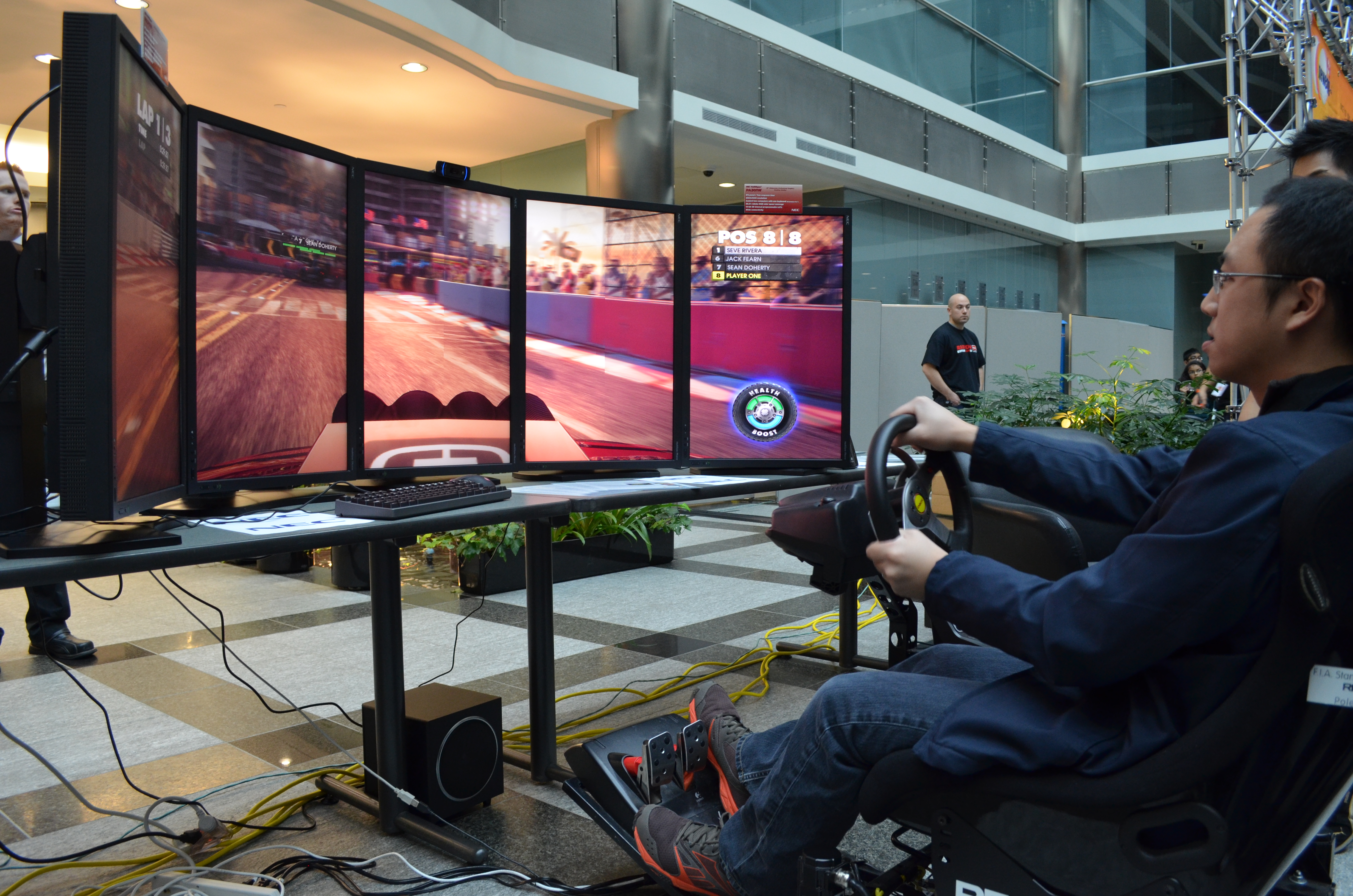
Połączone ze sobą monitory - przykład wykorzystania technologii Eyefinity

Eyefinity to technologia opracowana przez AMD/ATI. Dzięki niej jedna karta graficzna będzie mogła obsłużyć jednocześnie trzy, a w przypadku specjalnych wydań kart, do sześciu monitorów (Eyefinity6) – np. do tego celu stworzono specjalną wersję Radeona HD 5870 wyposażoną w sześć złączy mini-DisplayPort. Największą zaletą technologii Eyefinity jest możliwość łączenia monitorów przy pomocy jednej karty graficznej – bez żadnych przejściówek, a proces konfiguracji sprowadza się do włączenia kilku ustawień w sterowniku.
Technologia ATI Eyefinity jest adresowana przede wszystkim do graczy, ale również mogą z niej skorzystać np. użytkownicy potrzebujący większego lub kilku pulpitów, np. maklerzy giełdowi. Technologia pozwala na jednoczesną pracę maksymalnie sześciu monitorów, ale dopuszczone są także inne konfiguracje – na przykład trzech monitorów obok siebie, trzy obok siebie i jeden powyżej, itp.
Odpowiednikiem tej technologii u innych producentów jest NVIDIA Surround.